# We the Kings

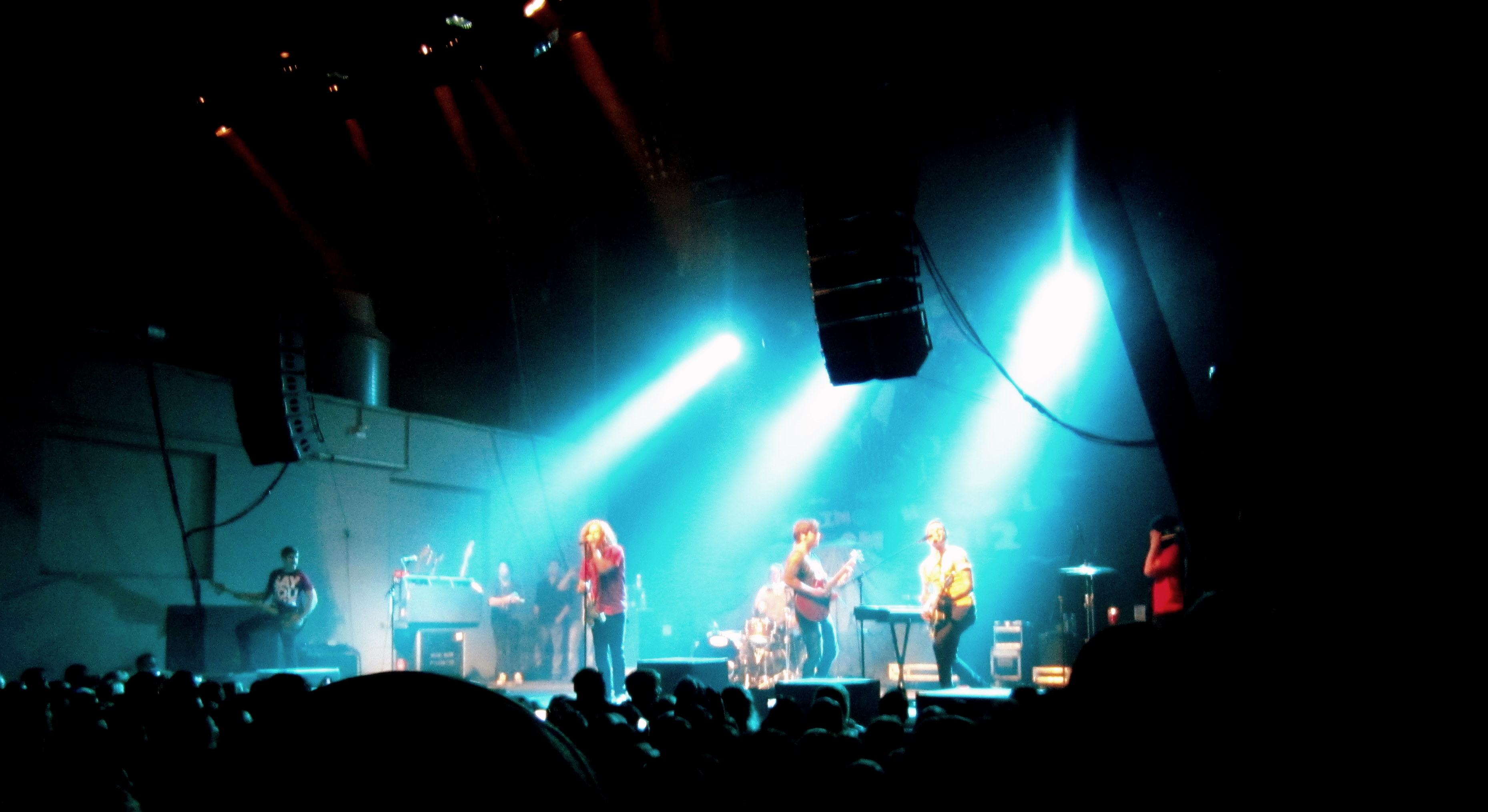
We the Kings 2012

We the Kings es una banda estadounidense de rock, formada en el año 2000 en Bradenton, Florida. Está integrada actualmente por el vocalista Travis Clark, los guitarristas Hunter Thomsen, Cooley O'Toole, el bajista Charles Trippy y el baterista Danny Duncan. Actualmente están con la discográfica S-Curve Records. El grupo lanzó su álbum debut homónimo en 2007, el álbum alcanzó la posición nº151 en Billboard 200 y permaneció 45 semanas en la lista. Su segundo álbum de larga duración, "Smile Kid" fue lanzado el 8 de diciembre de 2009, y la banda desde entonces ha completado varias giras. We The Kings también posee su propia miniserie en Internet titulada "The King's Carriage" en español "la carroza del Rey", que detalla sus vidas en su autobús de gira. En julio de 2011 publicaron su tercer álbum de estudio llamado "Sunshine State of Mind" cuyo primer sencillo, "Friday is Forever", estuvo disponible en iTunes desde el 12 de abril de 2011.

## Historia
We The Kings se inició como la banda "Broken Image" ("Ivy", la amistad es un tema delicado), ha cambiado a "De Soto" (entre la tinta y la pluma, y en 2005 fue nombrado "We The Kings". El grupo ha sido amigo desde la infancia.
El 3 de mayo de 2008, We The Kings apareció en el programa de la CBS "The Early Show" para interpretar las canciones "Check Yes Juliet" y "Skyway Avenue". En ese tiempo también fueron presentados en MTV "Spring Break's '08. Por último, la banda se presentó en Jimmy Kimmel Live el 27 de junio de 2008 y cantó el sencillo "Check Yes Juliet". Ellos tampoco dejaron de lado la radio y también cantaron en Radio Disney el 20 de agosto de 2008. También aparecieron en Premiere Friday Night en la MTV. La canción "Check Yes Juliet" está incluida en Lego Rock Band. En el verano de 2008 We The Kings apareció en la portada de la revista Alternative Press.
El 8 de diciembre de 2009, la banda lanzó su segundo álbum de larga duración titulado "Smile Kid", con los sencillos "We'll Be a Dream", con Demi Lovato , y "Heaven Can Wait". El álbum logró debutar en la posición nº112 en el Billboard 200, nº5 en Heatseekers Albums y otras dos listas más. El segundo sencillo "We'll Be a Dream" logró entrar en Billboard Hot 100 en la posición nº95 pero no fue hasta su tercera semana que logró posicionarse en el puesto 76. También ambas canciones entraron en Pop Songs en las posiciones nº30 y nº23 respectivamente. El 23 de septiembre de 2011 se incorpora como bajista Charles Trippy. 

### "Sunshine State of Mind"
El 5 de noviembre de 2010, la banda anunció que entrarían en el estudio para grabar su tercer álbum de estudio. 
El 5 de diciembre de 2010, surgieron rumores en Internet que indicaban que podría haber una colaboración de la banda con otros residentes de la Florida, con la banda pop rock Mine, All Mine, en el próximo álbum de estudio de la banda. Sin embargo, esto no fue confirmado.
El 8 de abril de 2011, la banda estrenó su nuevo sencillo "Friday is forever" del tercer álbum de estudio, este estuvo disponible el 12 de abril de 2011.
Sunshine State Of Mind se tituló el tercer álbum de la banda y fue puesto a la venta el 5 de julio, el mismo día logró llegar a la posición nº3 en iTunes.
A principios de enero del 2013, We The Kings comenzó a grabar su cuarto álbum. Travis grabó partes en California con Danny, Hunter y Coley. Mientras que Charles grabó su bajo en Florida en el estudio de Boyce Avenue.

## Giras
- A finales de 2007, ellos tocaron en una gira llamada "Tourzilla" teniendo como artistas principales a Boys Like Girls, All Time Low, y The Audition. Ellos fueron teloneros de Cobra Starship durante 2008 junto a Metro Station y The Cab. También cantaron en todas las fechas de la gira "Tourzilla".[2]

- We the Kings cantaron por primera vez como banda principal en una gira en el "Long Hair Don't Care" con Valencia, The Cab, Sing It Loud y Charlotte Sometimes durante marzo y abril. En mayo y junio, We the Kings fueron teloneros de Cute Is What We Aim For y Boys Like Girls en sus giras por Reino Unido.

- El 30 de agosto de 2008, formaron parte en el "The Rays Summer Concert Series", cantando en el campo tras el partido del Tampa Bay Rays.

- En febrero de 2009, encabezaron una gira llamada "The Secret Valentine Tour" con The Maine, The Cab, There for Tomorrow y VersaEmerge.

- También durante 2009, We the Kings fueron teloneros en la gira de Reino Unido, The Academy Is... junto a The Maine.

- We the Kings cantaron en el "2009 Bamboozle Roadshow Tour". Cantaron junto a Forever The Sickest Kids, The Cab, NeverShoutNever! y Mercy Mercedes.

- El 8 de julio de 2009, ellos comenzaron la gira como teloneros de All Time Low junto a Cartel y Days Difference.

- Durante el 2010, la banda protagonizó el "Hot Topic Presents: Take Action Tour". Ellos fueron con el "Take Action Tour" en 2010 con There For Tomorrow, A Rocket To The Moon, Mayday Parade, Stereo Skyline, y Call the Cops.

- En marzo de 2010, We the Kings telonearon a You Me at Six en su gira por Reino Unido junto a Forever the Sickest Kids. La banda volvió a cantar en el Vans Warped Tour en el 2010. Cantaron desde el 26 de junio al 2 de agosto. Tras el Warped Tour, la banda planeo una gira por todo el mundo en el año 2011.[3]

- En junio de 2010, We the Kings cantaron en el "Kiss The Summer Hello" en Buffalo, Nueva York en el Estadio Coca-Cola. Ellos cantaron con Cartel, Jaicko, Mayday Parade, New Boyz, Shontelle and Spose. Ellos cantaron "Secret Valentine", y finalizaron con la canción "Check Yes, Juliet".

- En 2012, We the Kings fueron teloneros de Simple Plan en su gira "Get Your Heart On Tour", tocando canciones como "Check Yes, Juliet", "Secret Valentine" o "Say You Like Me" entre otras. Durante la gira con Simple Plan tocaron en Barcelona y Madrid.

- A principios del 2013, We The Kings se embarcó en una gira europea  "Party, Fun, Love & Europe Tour", dando varios conciertos por Reino Unido y diferentes ciudades europeas incluyendo en España, con dos conciertos uno en Barcelona y otro en Madrid.

## Miembros de la banda
- Travis Clark – voz principal, guitarra, piano.
- Hunter Thomsen – guitarrista principal, coros.
- Charles Trippy – Bajo.
- Danny Duncan – Batería.
- Coley O'Toole - Piano, guitarra, coros.

## Discografía

### Álbumes
| 2007                                                                                                 | We The Kings - Lanzamiento: 2 de octubre de 2007 - Sello: S-Curve Records - Formato: CD                           | 151 | —  | —  | 3 | — | 163 | — | — |  |
| 2009                                                                                                 | Smile Kid) - Lanzamiento: 8 de diciembre de 2009 - Sello: S-Curve Records - Formato: CD, descarga digital         | 112 | 15 | 24 | — | 5 | —   | — | — |  |
| 2011                                                                                                 | Sunshine State of Mind - Lanzamiento: 5 de julio de 2011 - Sello: S-Curve Records - Formato: CD, descarga digital | 45  | 5  | 9  | — | — | 7   | — | — |  |
| "—" denota que el lanzamiento no logró entrar en lista de éxitos o no fue lanzado en ese territorio. | |     |    |    |   |   |     |   |   |  |

### EP
- Between The Ink And Paper
- Secret Valentine EP
- Friendship Is A Touchy Subject
- lVY

### Sencillos
| 2007                                                                                                 | "Skyway Avenue"                            | —  | —  | —  | —  |                | We the Kings           |
| 2008                                                                                                 | "Check Yes Juliet"                         | 70 | 23 | —  | 28 | - AUS: Platino | We the Kings           |
| 2008                                                                                                 | "Secret Valentine"                         | —  | 33 | —  | —  |                | We the Kings           |
| 2009                                                                                                 | "Heaven Can Wait"                          | —  | 25 | 15 | —  |                | Smile Kid              |
| 2010                                                                                                 | "We'll Be a Dream" (featuring Demi Lovato) | 76 | 21 | 3  | —  |                | Smile Kid              |
| 2011                                                                                                 | "Friday Is Forever"                        | —  | —  | —  | —  |                | Sunshine State of Mind |
| 2011                                                                                                 | "Say You Like Me"                          | —  | 32 | —  | 37 |                | Sunshine State of Mind |
| "—" denota que el lanzamiento no logró entrar en lista de éxitos o no fue lanzado en ese territorio. |                                            |    |    |    |    |                |                        |

## Premios
| Año  | Premio              | Categoría                              | Trabajo          | Resultado |
| ---- | ------------------- | -------------------------------------- | ---------------- | --------- |
| 2008 | Premios MTV         | "Mejor nuevo artista"                  | We the Kings     | Nominados |
| 2010 | Premios Teen Choice | "Choice Hook Up" (junto a Demi Lovato) | We'll Be a Dream | Nominados |